# Torre del Mal Ús
La Torre del Mal Ús és una obra de Calonge i Sant Antoni (Baix Empordà) declarada Bé Cultural d'Interès Nacional.

## Descripció
Aquesta torre estava situada en la vall de la Coma de les Fonts, al peu de la muntanya del Jonc. L'any 1956, durant una tramuntana acompanyada de pluja, es va esfondrar el que en quedava. Actualment només hi queden algunes pedres escampades i els fonaments coberts per les bardisses. Era una torre cilíndrica.